# Solanum cinnamomeum
Solanum cinnamomeum är en potatisväxtart som beskrevs av Otto Sendtner. Solanum cinnamomeum ingår i släktet skattor som ingår i familjen potatisväxter. Inga underarter finns listade i Catalogue of Life.